# Mélanie René
Mélanie René född 1 september 1990 är en schweizisk sångerska. Hon representerade landet i Eurovision Song Contest 2015 i Wien, Österrike.